# Рудський Сергій Федорович
Сергій Федорович Рудський (нар. 2 жовтня 1960, Миколаїв, Миколаївська область, Українська РСР, СРСР) — радянський і російський воєначальник. Начальник Головного оперативного управління Генерального штабу Збройних сил Російської Федерації — перший заступник Начальника Генерального штабу Збройних сил Російської Федерації з 2015 року, генерал-полковник (2017), Герой Російської Федерації (2020). Підозрюється у скоєнні воєнних злочинів.

## Біографія
Народився 2 жовтня 1960 року в Миколаєві Миколаївської області Української РСР.
Батько — Герой Радянського Союзу Федір Андрійович Рудський (1921—1982).
У 1977 році закінчив Мінське Суворовське військове училище, потім у 1981 році Московське вище загальновійськове командне училище імені Верховної Ради РСФСР.
Учасник чеченської війни, в 1995 підполковник С. Ф. Рудський — командир 255-го гвардійського мотострілецького Сталінградсько-Корсунського полку.
13 грудня 2012 року присвоєно військове звання генерал-лейтенант.
24 листопада 2015 призначений начальником Головного оперативного управління Генерального штабу Збройних сил Російської Федерації — першим заступником начальника Генерального штабу Збройних сил Російської Федерації.
22 лютого 2017 року присвоєно військове звання генерал-полковник.
Член редакційної колегії журналу «Військова думка».

### Вторгнення в Україну
Перебуваючи на посаді начальника Головного оперативного управління ГШ ЗС РФ, віддавав накази щодо планування, підготовки та проведення широкомасштабного вторгнення в Україну в лютому 2022 року. У виступі перед Держдумою РФ 25 березня 2022 року публічного виправдовував збройну агресію проти України та воєнні злочини російської армії.
Підозрюється у скоєнні злочинів за трьома статтями КК України: посягання на територіальну цілісність і недоторканність України (ч. 3 ст. 110), планування, підготовка, розв'язування та ведення агресивної війни (ч. 2 ст. 437); виправдовування, визнання правомірною, заперечення збройної агресії Російської Федерації проти України, глорифікація її учасників (ч. 3 ст. 436-2).

## Нагороди
- Герой Російської Федерації (лютий 2020)
- орден «За заслуги перед Батьківщиною» ІІ ступеня з мечами (2018)
- орден «За заслуги перед Батьківщиною» ІІІ ступеня (2016)
- орден «За заслуги перед Батьківщиною» IV ступеня з мечами
- орден Мужності (1996)
- орден «За військові заслуги»
- орден Пошани
- медалі СРСР та РФ[7]